# LV-4241

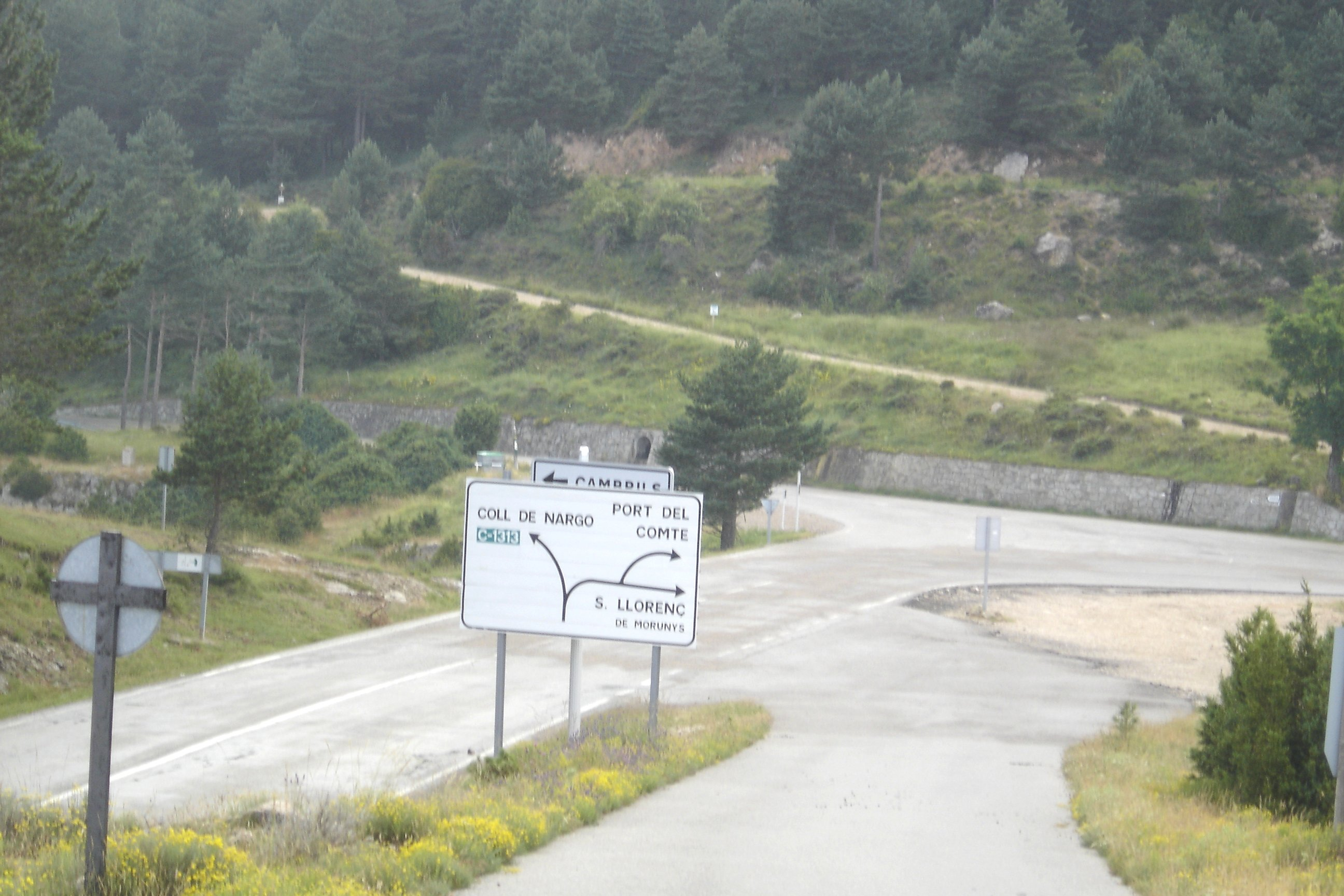
La LV-4241 al seu pas pel Coll de Jou

La LV-4241 és una carretera antigament anomenada veïnal, actualment gestionada per la Generalitat de Catalunya. La L correspon a la demarcació provincial de Lleida, i la V a la seva antiga consideració de veïnal.
És una carretera de la xarxa local de Catalunya que transcorre íntegrament per la comarca del Solsonès, de 45 quilòmetres de llargària, que té l'origen a Solsona, a la C-26 i acaba al límit de la província de Barcelona poc després d'haver travessat l'Aigua d'Ora, on continua amb el nom de BV-4241.

## Trams
Oficialment està catalogada en dos trams:
- El LV-4241a, de Solsona a Sant Llorenç de Morunys.
- El LV-4241b, de Sant Llorenç de Morunys a la BV-4241, al límit amb la província de Barcelona.

## Recorregut
Discorre successivament pels següents termes municipals: 
- Solsona: del km 0 al km 2,7 (Costa del Bou)
- Lladurs: del km 2,7 al km 17,3 (Hostal del Vent)
- Odèn: del km 17,3 al km 20,5 (entre l'Hostal Nou de Canalda i la Font del Teixó)
- Guixers: del km 20,5 al km 30,1 (cruïlla amb el camí del Santuari de Lord)
- Sant Llorenç de Morunys: del km 30,1 al km 33,7 (viaducte que travessa el pantà de la Llosa del Cavall).
- Guixers: del km 33,7 km 44,9 (límit amb la província de Barcelona)

## Principals rius que travessa

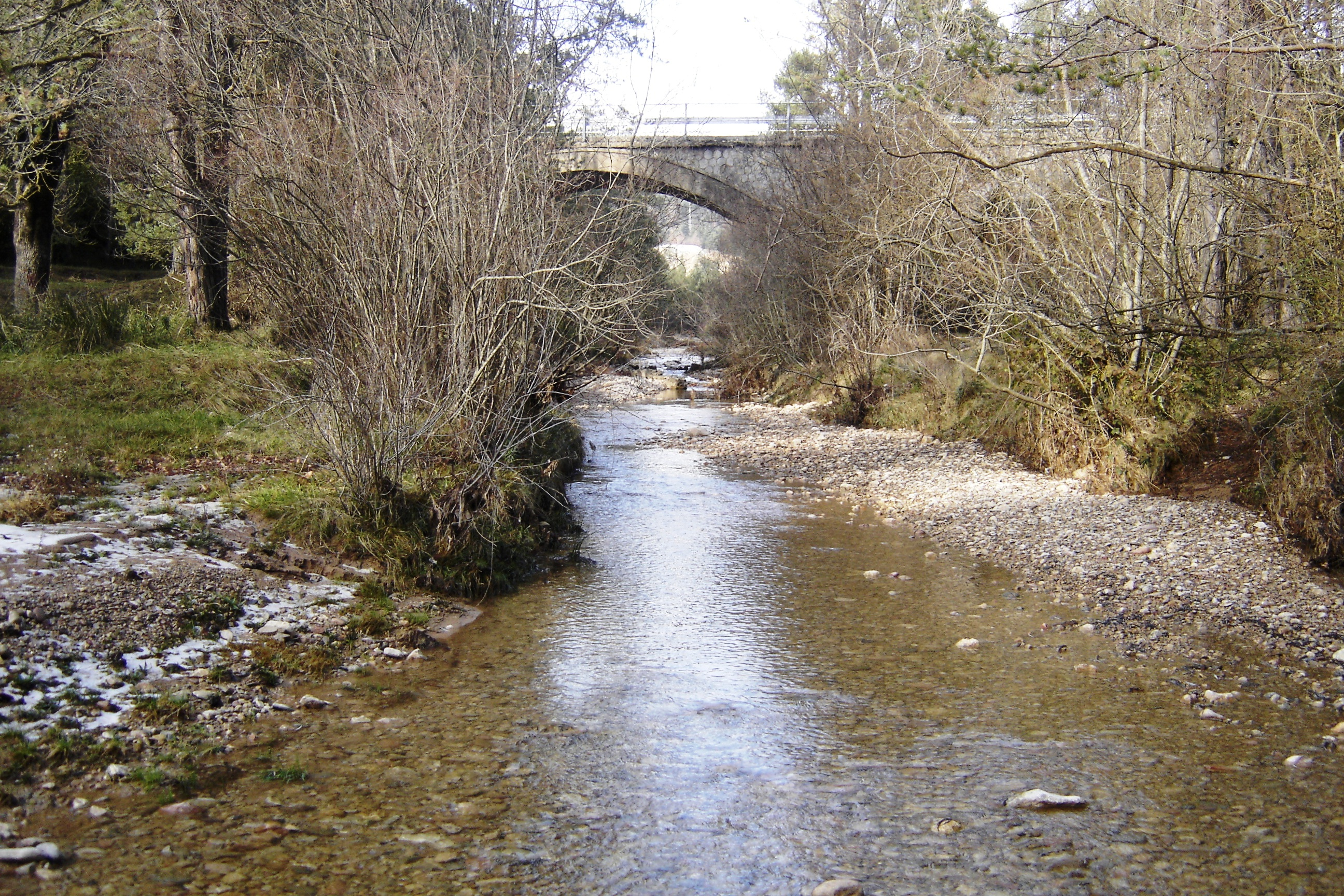
La LV-4241 travessant l'Aigua d'Ora pel Pont de Ca l'Espingard

- km 33,7 ⇒ El Cardener, al pantà de la Llosa del Cavall 42° 7′ 51.24″ N, 1° 36′ 25.56″ E / 42.1309000°N,1.6071000°E
- km 40,1 ⇒ L'Aigua de Valls, al Pont de Valls 42° 7′ 41.56″ N, 1° 39′ 55.10″ E / 42.1282111°N,1.6653056°E
- km 44,6 ⇒ L'Aigua d'Ora, al Pont de Ca l'Espingard 42° 7′ 5.814″ N, 1° 42′ 31.01″ E / 42.11828167°N,1.7086139°E

## Collades
- km 23,2 ⇒ Coll de Jou, a 1.461,5 msnm.[1] 42° 8′ 18.89″ N, 1° 41′ 18.89″ E / 42.1385806°N,1.6885806°E
- km 42,7 ⇒ Coll de la Pera, a 987,0 msnm.[1] 42° 7′ 5.814″ N, 1° 41′ 28.47″ E / 42.11828167°N,1.6912417°E

## Estadístiques del trànsit
- Any 2003: LV-4241 Arxivat 2010-04-05 a Wayback Machine. PDF - LV-4241a Arxivat 2010-04-05 a Wayback Machine. PDF - LV-4241b Arxivat 2010-04-05 a Wayback Machine. PDF.
- Any 2004: LV-4241 Arxivat 2010-04-05 a Wayback Machine. PDF - LV-4241a Arxivat 2010-04-05 a Wayback Machine. PDF - LV-4241b Arxivat 2010-04-05 a Wayback Machine. PDF.
- Any 2005: LV-4241 Arxivat 2010-04-05 a Wayback Machine. PDF - LV-4241a Arxivat 2010-04-05 a Wayback Machine. PDF - LV-4241b Arxivat 2010-04-05 a Wayback Machine. PDF.
- Any 2006: LV-4241 Arxivat 2010-04-05 a Wayback Machine. PDF - LV-4241a Arxivat 2010-04-05 a Wayback Machine.  PDF - LV-4241b Arxivat 2010-04-05 a Wayback Machine. PDF.
- Any 2007: LV-4241 Arxivat 2010-04-05 a Wayback Machine. PDF - LV-4241a Arxivat 2010-04-05 a Wayback Machine. PDF - LV-4241b Arxivat 2010-04-05 a Wayback Machine. PDF.
- Any 2008: LV-4241 Arxivat 2010-04-04 a Wayback Machine. PDF - LV-4241a Arxivat 2010-04-04 a Wayback Machine. PDF - LV-4241b Arxivat 2010-04-04 a Wayback Machine. PDF.